# Gora Makarova
Gora Makarova (englische Transkription von russisch Гора Макарова Gora Makarowa) ist ein Berg im ostantarktischen Mac-Robertson-Land. In der Aramis Range der Prince Charles Mountains ragt er unmittelbar östlich des Mount McGregor im Thomson-Massiv auf.
Russische Wissenschaftler benannten ihn. Der Namensgeber ist nicht überliefert.